# جين فيلتون
جين فيلتون (بالإنجليزية: Gene Felton)‏ هو سائق سباق أمريكي، ولد في 11 مايو 1936 في أتلانتا في الولايات المتحدة.

## روابط خارجية
- جين فيلتون على موقع DriverDB.com (الإنجليزية)